# ملعب ولاية سمنان
ملعب ولاية سمنان (بالفارسية: ورزشگاه ولایت سمنان، "ورزشگاه ولایت") أو ملعب ولاية، هو ملعب كرة قدم، يقع في مدينة سمنان، إيران، يستوعب 15 ألف متفرج، وهو مملوك لوزارة الرياضة والشباب.